# Val-du-Maine
Val-du-Maine est une commune nouvelle, située dans le département de la Mayenne en région Pays de la Loire, peuplée de 971 habitants. Elle est créée à le 1er janvier 2017 et est issue de la fusion des deux communes de Ballée et Épineux-le-Seguin. Son chef-lieu est fixé à Ballée.
La commune fait partie de la province historique du Maine, et se situe dans le Bas-Maine.

## Géographie

### Localisation
La commune nouvelle de Val-du-Maine est une commune rurale située dans le sud-est du département de la Mayenne, et en limite avec le département voisin de la Sarthe, à environ 33 kilomètres au sud-est de Laval, à 15 kilomètres au nord-ouest de Sablé-sur-Sarthe.

### Géologie
La commune repose sur le bassin houiller de Laval daté du Culm, du Viséen supérieur et du Namurien (daté entre -346 et -315 millions d'années).

### Climat
Pour des articles plus généraux, voir Climat des Pays de la Loire et Climat de la Mayenne.
En 2010, le climat de la commune est de type climat océanique dégradé des plaines du Centre et du Nord, selon une étude du CNRS s'appuyant sur une série de données couvrant la période 1971-2000. En 2020, Météo-France publie une typologie des climats de la France métropolitaine dans laquelle la commune est exposée à un climat océanique et est dans la région climatique Moyenne vallée de la Loire, caractérisée par une bonne insolation (1 850 h/an) et un été peu pluvieux.
Pour la période 1971-2000, la température annuelle moyenne est de 11,4 °C, avec une amplitude thermique annuelle de 13,9 °C. Le cumul annuel moyen de précipitations est de 700 mm, avec 11,9 jours de précipitations en janvier et 6,7 jours en juillet. Pour la période 1991-2020, la température moyenne annuelle observée sur la station météorologique de Météo-France la plus proche, sur la commune de Saint-Loup-du-Dorat à 5 km à vol d'oiseau, est de 12,2 °C et le cumul annuel moyen de précipitations est de 760,0 mm,. Pour l'avenir, les paramètres climatiques de la commune estimés pour 2050 selon différents scénarios d'émission de gaz à effet de serre sont consultables sur un site dédié publié par Météo-France en novembre 2022.

## Urbanisme

### Typologie
Au 1er janvier 2024, Val-du-Maine est catégorisée commune rurale à habitat dispersé, selon la nouvelle grille communale de densité à sept niveaux définie par l'Insee en 2022.
Elle est située hors unité urbaine. Par ailleurs la commune fait partie de l'aire d'attraction de Sablé-sur-Sarthe, dont elle est une commune de la couronne,. Cette aire, qui regroupe 39 communes, est catégorisée dans les aires de moins de 50 000 habitants,.

## Histoire
La procédure de fusion des deux communes de Ballée et d'Épineux-le-Seguin a été initiée par les élus locaux des deux communes,.
Le 27 juin 2016, les conseils municipaux respectifs des deux communes se sont réunis au même moment, chacun de leur côté, pour approuver la fusion et décider que la commune nouvelle s'appellerait « Val-du-Maine ».
La commune de Val-du-Maine est officiellement créée par arrêté préfectoral du 22 juillet 2016, avec effet au 1er janvier 2017.

## Politique et administration

### Administration municipale
| Nom               | Code Insee | Intercommunalité          | Superficie (km2) | Population (dernière pop. légale) | Densité (hab./km2) |
| ----------------- | ---------- | ------------------------- | ---------------- | --------------------------------- | ------------------ |
| Ballée (siège)    | 53017      | CC du Pays de Meslay Grez | 14,19            | 703 (2021)                        | 50                 |
| Épineux-le-Seguin | 53095      | CC du Pays de Meslay Grez | 9,48             | 264 (2021)                        | 28                 |

À la suite de la fusion des deux communes au 1er janvier 2017, le conseil municipal sera composé, jusqu'aux prochaines élections municipales de 2020 de vingt-six conseillers municipaux :
- les dix conseillers municipaux issus de l'ancienne commune de Ballée (ce conseil municipal devait théoriquement compter 15 membres, mais au moment de la fusion, il n'en comptait plus que 10, par suite de démissions) ;
- les onze conseillers municipaux issus de l'ancienne commune d'Épineux-le-Seguin.

Le 3 janvier 2017, ce nouveau conseil municipal a élu Michel Cottereau, ancien maire d'Épineux-le-Seguin, aux fonctions de maire de la commune nouvelle de Val-du-Maine.

### Liste des maires
| Période         | Période                 | Identité         | Étiquette | Qualité |
| --------------- | ----------------------- | ---------------- | --------- | --- |
| janvier 2017    | 4 décembre 2020 (décès) | Michel Cottereau |           | Agriculteur retraité, ancien maire d'Épineux-le-Seguin, décédé en cours de mandat                                                               |
| 4 décembre 2020 | En cours                | Stéphane Desnoe  |           | À la suite du décès de Michel Cottereau, assure l'intérim jusqu'au 27 septembre 2021, date à laquelle il est élu maire par le conseil municipal |

### Intercommunalité
Comme les deux communes qui lui ont donné naissance, la commune de Val-du-Maine fait partie de la communauté de communes du Pays de Meslay-Grez.

## Démographie
L'évolution du nombre d'habitants est connue à travers les recensements de la population effectués dans la commune depuis sa création.
En 2022, la commune comptait 971 habitants, en évolution de +6,24 % par rapport à 2016 (Mayenne : −0,73 %, France hors Mayotte : +2,11 %).
| 2015 | 2016 | 2017 | 2018 | 2019 | 2022 |
| ---- | ---- | ---- | ---- | ---- | ---- |
| 915  | 914  | 929  | 942  | 956  | 971  |

## Lieux et monuments

### ÀÉpineux-le-Seguin

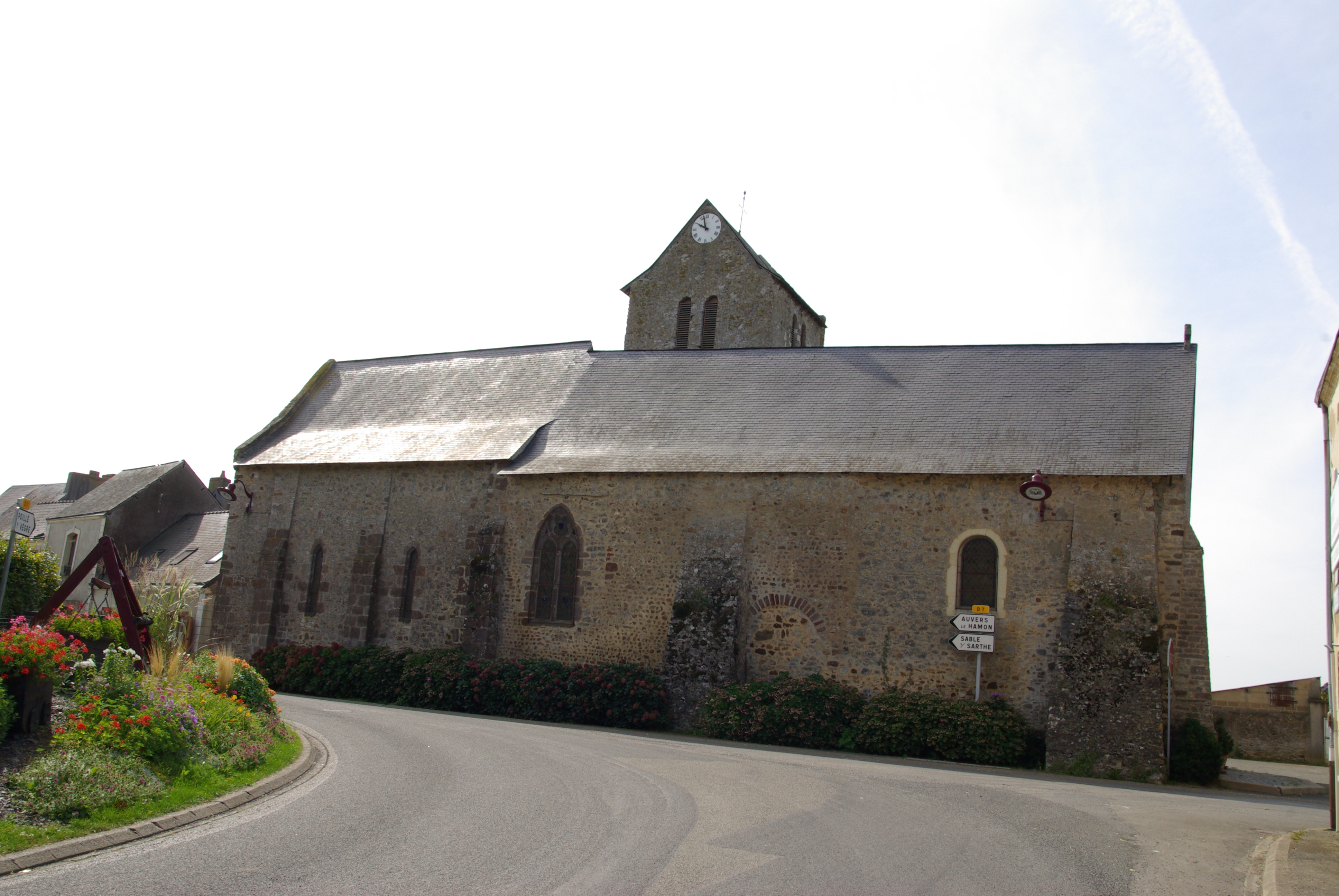
L'église Saint-Pierre-et-Saint-Paul.

- Église paroissiale Saint-Pierre-et-Saint-Paul construite en calcaire, marbre, terre cuite dans la deuxième moitié du XVIIIe siècle mais conservant des parties romanes chevet et clocher du XIIe ;
- Château de Varennes-l'Enfant ;
- Prieuré Sainte-Catherine de Varennes-l'Enfant ;
- Grotte Raymond.

#### ÀBallée
- L'église Saint-Sulpice. Ses stalles sont classées à titre d'objet aux Monuments historiques.
- Le château ou logis de Linières, du XVIIe siècle, inscrit au titre des Monuments historiques depuis le 9 décembre 1983.